# Miasto Kazimierzowskie
Miasto Kazimierzowskie – dzielnica Radomia.
Od północy, południa i wschodu graniczy ze Śródmieściem, a od zachodu ze Starym Miastem. Jedna z najstarszych części Radomia. Główną ulicą dzielnicy jest Rwańska, a głównym placem Rynek.

## Historia

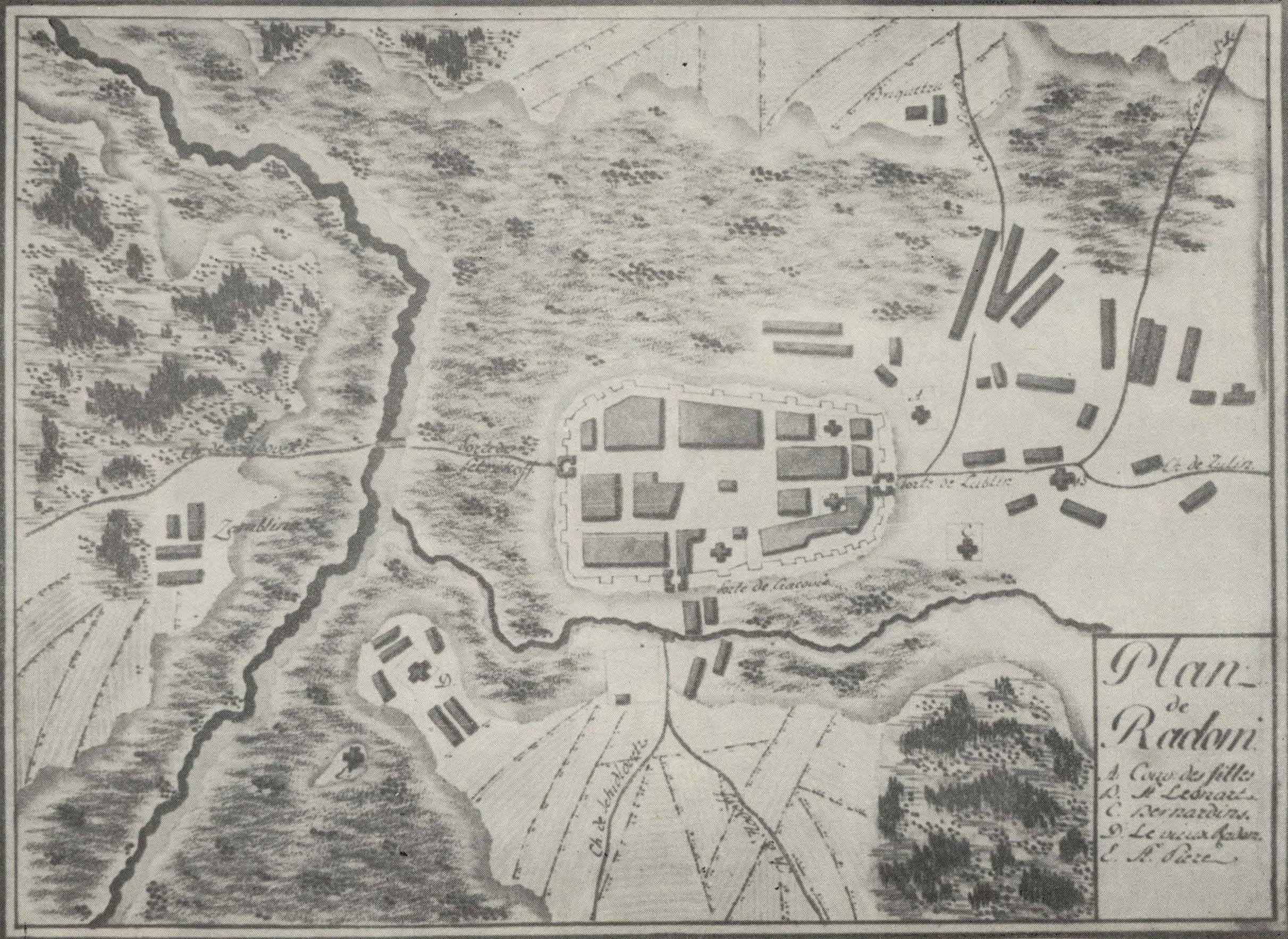
Plan Nowego Radomia z XVIII w.

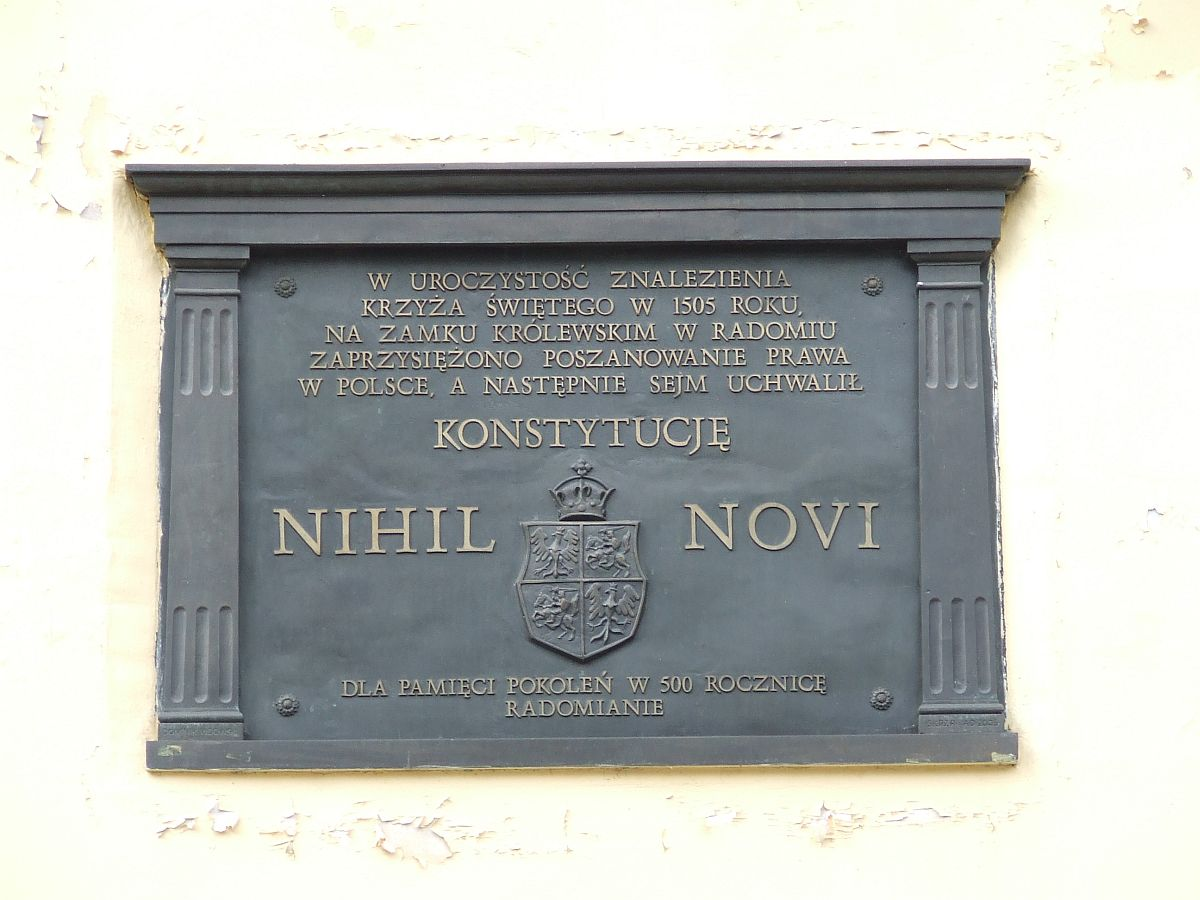
Tablica upamiętniająca uchwalenie Konstytucji Nihil Novi na murach Domu Wielkiego Zamku Królewskiego

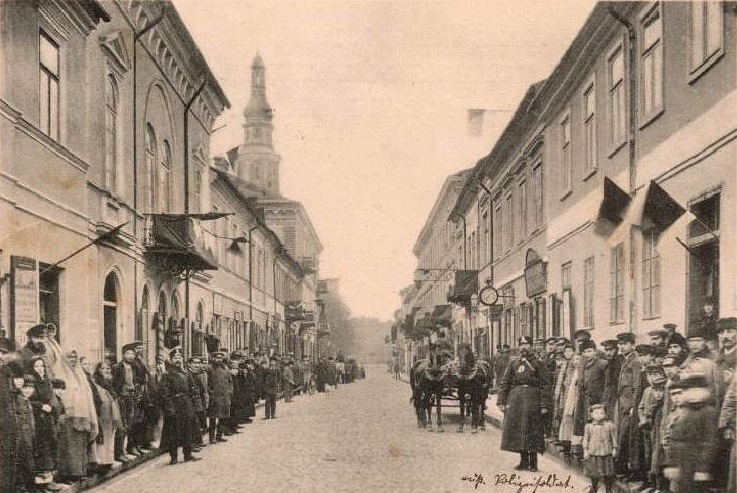
Ulica Rwańska ok. 1900 roku

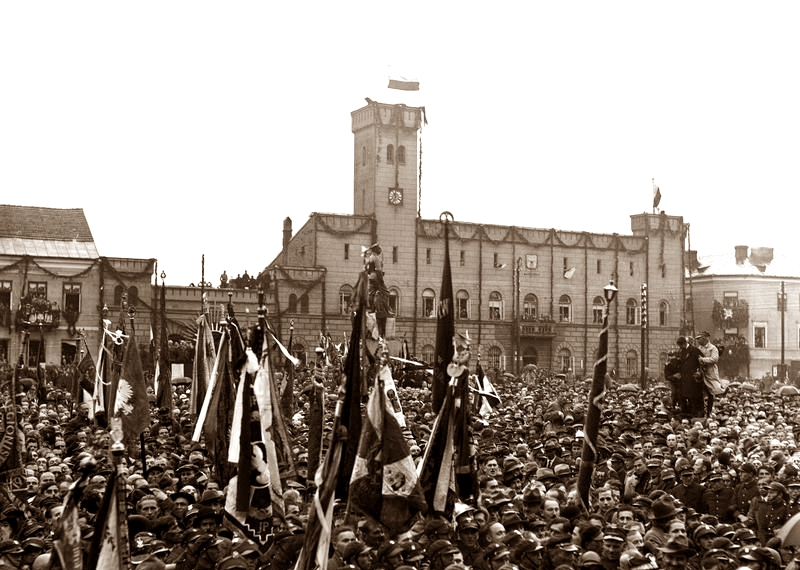
Odsłonięcie Pomnika Czynu Legionów w 1930 roku

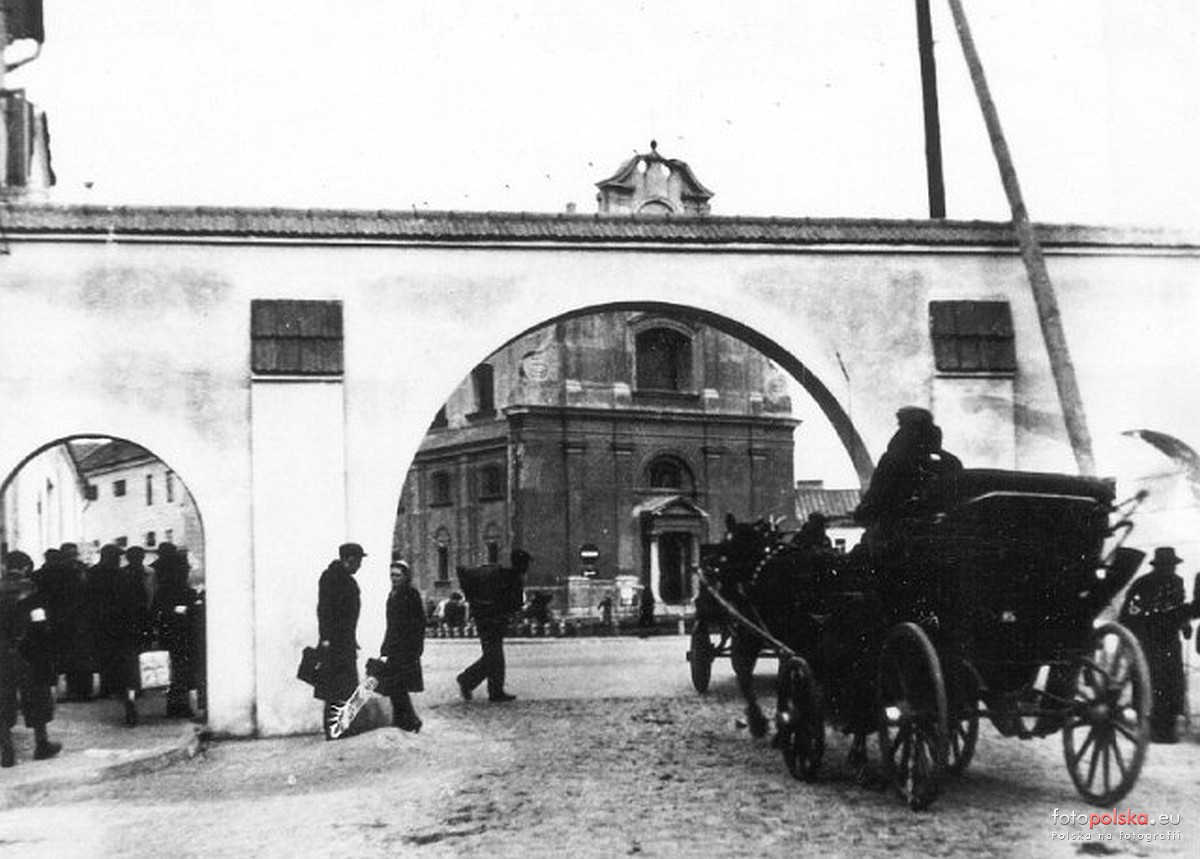
Brama Getta. Widok z ul. Wałowej w kierunku pl. Kazimierza Wielkiego

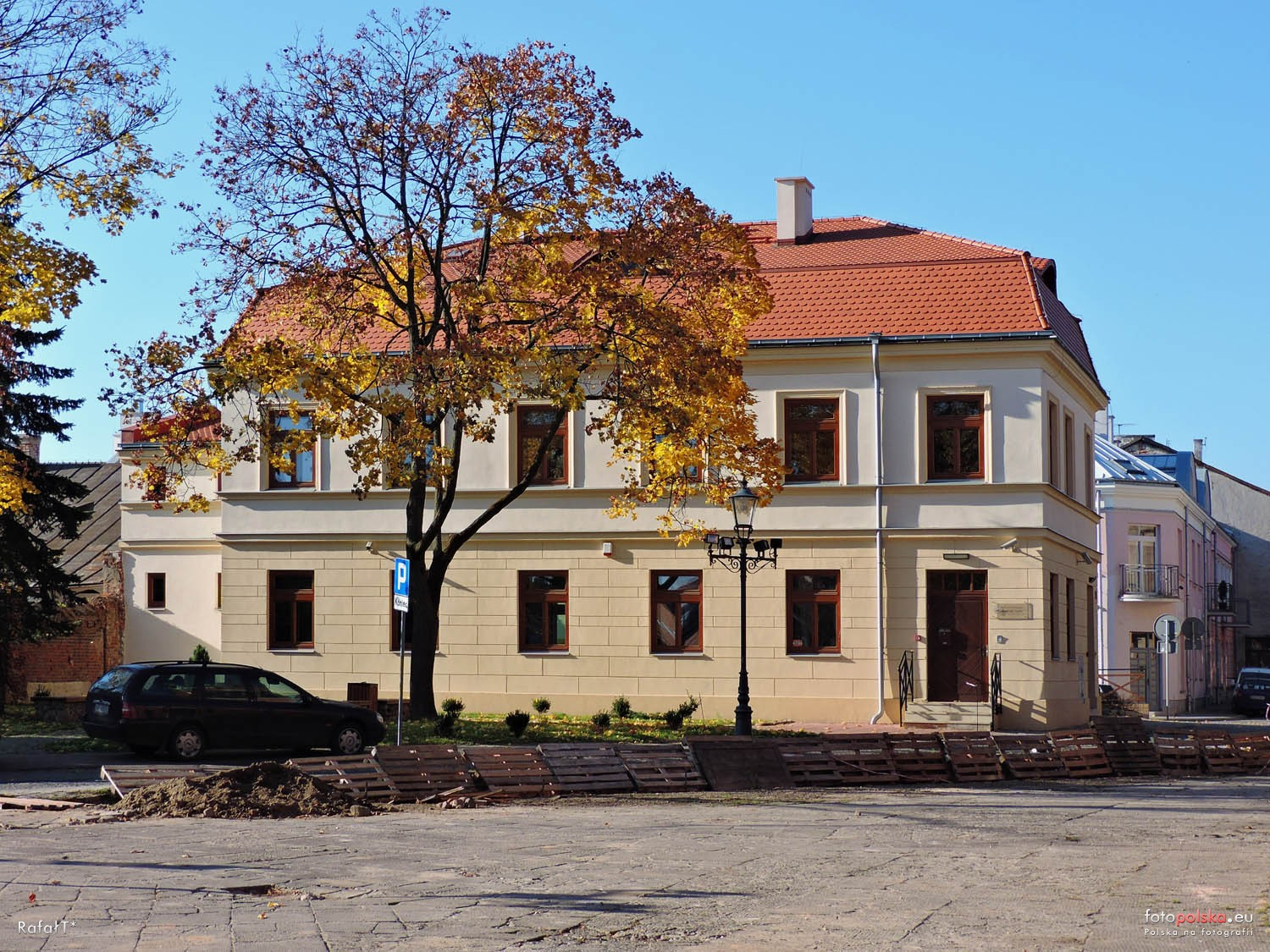
Zrewitalizowany Dom Starościński przy ul. Grodzkiej

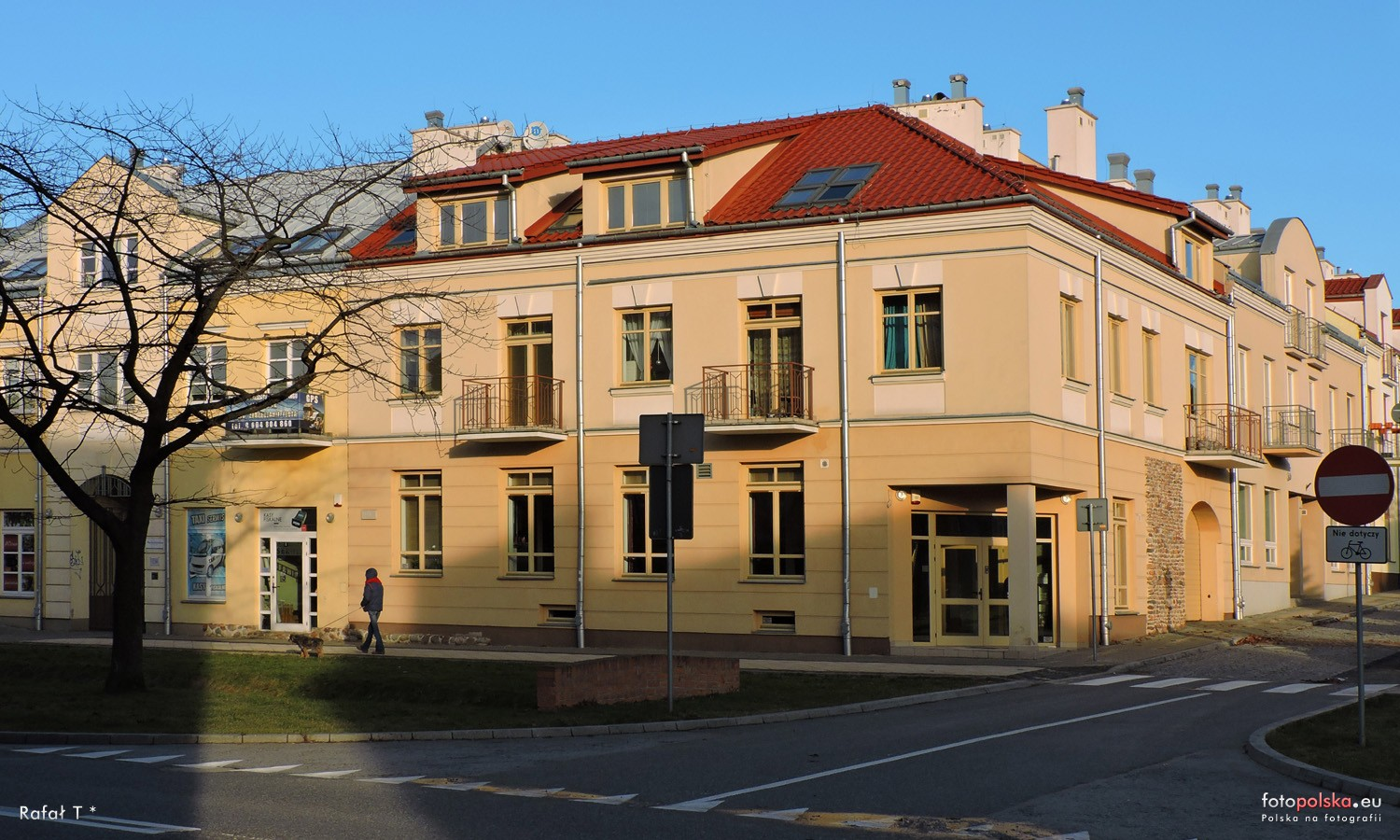
Nowa zabudowa przy ulicach Grodzkiej, Małej i Wałowej

### Okres przedrozbiorowy
Powstanie Nowego Radomia, tzw. Miasta Kazimierzowskiego, związane jest z panowaniem Kazimierza Wielkiego. W związku ze zniszczeniem Starego Radomia, prawdopodobnie podczas jednego z najazdów litewskich, władca ten dokonał w 1350 lub 1351 roku lokacji Nowego Miasta na prawie średzkim. Budowa Nowego Radomia miała na celu militarne wzmocnienie kraju – radomska twierdza była najbardziej wysuniętym na północ punktem obronnym Sandomierszczyzny. Zasadźcą Nowego Radomia był Konrad z Warszawy, któremu sprzedano wójtostwo Starego Radomia. Od tej pory równolegle funkcjonowały dwa radomskie ośrodki – Stary Radom i Nowy Radom, które posiadały osobne kościoły parafialne kościół św. Wacława dla Starego Miasta i Kościół św. Jana Chrzciciela dla Nowego Miasta. W 1364 roku Nowy Radom przeniesiono na bardziej korzystne prawo niemieckie.
W okresie panowania Jagiellonów nastąpił upadek Starego Radomia, który w niedługim czasie stał się rolniczą osadą. Nowy Radom, nazywany już po prostu Radomiem, wkroczył zaś w swój złoty okres. Przyczynił się do tego szereg czynników, m.in. wzrost pozycji miasta, które stało się siedzibą jednego z powiatów województwa sandomierskiego oraz uczynienie z Radomia starostwa grodowego, jednego z sześciu w województwie. Radom stał się wówczas ośrodkiem o znaczeniu regionalnym, a o jego rozwoju świadczy fakt wylewania się miasta poza mury miejskie. Rozbudowie Radomia sprzyjała lokalizacja na skrzyżowaniu ważnych tras komunikacyjnych. Dzięki temu miasto często gościło polskich monarchów, a przebudowany przez radomskiego starostę Mikołaja Szydłowieckiego w stylu renesansowym zamek królewski, stał się ulubioną rezydencją zimową królów z dynastii Jagiellońskiej, gdzie większość z nich spędzała święta Bożego Narodzenia. Kazimierz Jagiellończyk obrał Radom na swoją główną siedzibę. Za czasów dynastii Jagiellońskiej Radom był świadkiem wielu istotnych ważnych wydarzeń w historii Polski, m.in. w 1401 roku zawarto na Zamku unię wileńsko-radomską, w 1489 roku Kazimierz Jagiellończyk odebrał hołd od wielkiego mistrza Zakonu Krzyżackiego, a w 1505 sejm uchwalił w Radomiu konstytucję Nihil Novi.
W następnym wieku znaczenie Radomia zmalało, m.in. z powodu przeniesienia stolicy z Krakowa do Warszawy, przez co Radom przestał być przystankiem na trasie podróży królów z Krakowa do Wilna. W 1613 roku miasto stało się siedzibą Trybunału Skarbowego Koronnego, tzw. komisji radomskiej – najwyższej izby obrachunkowej Korony I Rzeczypospolitej. W 1628 roku miasto nawiedził pożar. Zniszczenia odbudowano stosunkowo szybko, jednak w okresie potopu szwedzkiego miasto zostało niemal całkowicie zniszczone i pogrążyło się w kryzysie. Mimo to zniszczenia stopniowo odbudowywano. Obrady wznowił Trybunał Skarbowy, a w 1682 roku sprowadzono do Radomia pijarów, którzy utworzyli przy Rynku swoją szkołę. W 1751 roku wybuchł kolejny duży pożar. W Radomiu panowanie Stanisława Augusta rozpoczęło się od przeniesienia Trybunału Skarbowego do Warszawy (1764), jednak w okresie jego rządów miasto ponownie stało się areną ważnych dla Polski wydarzeń – m.in. to tu w 1767 roku zawiązano konfederację radomską. Za czasów ostatniego króla ustanowiono w Radomiu Komisję Dobrego Porządku, zaś w 1790 miasto stało się siedzibą jednej z czterech w województwie sandomierskim Komisji Porządkowej Cywilno-Wojskowej. Ostatnim wydarzeniem w okresie I Rzeczypospolitej była insurekcja kościuszkowska, która dotarła do Radomia maju 1794 roku

### Okres zaborów i I poł. XX w.
Po likwidacji Rzeczypospolitej Radom został włączony do Austrii. Wówczas, jako stolica cyrkułu, miasto po raz pierwszy stało się siedzibą władz regionalnych (1796). W 1809 roku miasto weszło w skład zależnego od Francji Księstwa Warszawskiego, w 1810 stało się stolicą jednego z dziesięciu jego departamentów, obejmującego większość Sandomierszcznyzny (obszar między rzekami Wisłą, Pilicą i Nidą). Brak inwestycji w schyłkowym okresie I Rzeczypospolitej sprawił, że na przełomie XVIII i XIX wieku miasto było niemal całkowicie zrujnowane. W tym okresie miasto zaczęło się rozwijać, dzięki pełnionym przez siebie funkcjom. Pierwsze prace porządkowe przeprowadzili Austriacy, którzy rozebrali mury miejskie, kontynuowano je zaś w okresie Królestwa Kongresowego. Okres panowania rosyjskiego przyniósł rewolucyjne zmiany. Radom, który stał się stolicą odrodzonego województwa sandomierskiego gwałtownie się rozbudowywał. Momentem przełomowym w historii Miasta Kazimierzowskiego było przyjęcie w 1822 roku planu regulacji miasta. Wytyczony wówczas wschodni kierunek rozwoju Radomia pozostawał aktualny przez ponad 150 lat i trwale przesunął centrum miasta w rejon dzisiejszego placu Konstytucji 3 Maja.
W II połowie XIX w. i I poł. XX wieku Miasto Kazimierzowskie leżało więc na uboczu, choć nadal znajdowało się na jego obszarze wiele istotnych obiektów użyteczności publicznej, takich jak zbudowany w poł. XIX w. Nowy Ratusz, działająca w gmachu d. kolegium pijarów szkoła czy kościół św. Jana. Zabudowa dzielnicy nie przedstawiała się zbyt efektownie, szczególnie w porównaniu z luksusową, wielkomiejską zabudową południowego Śródmieścia. Miasto Kazimierzowskie i pobliskie Podwale zamieszkiwane były licznie przez ludność żydowską. W okresie II Rzeczypospolitej charakter dzielnicy nie uległ większym zmianom. Sytuacja zmieniła się drastycznie w okresie II wojny światowej. Wówczas większość obszaru Miasta Kazimierzowskiego weszła w skład tzw. Dużego Getta. W latach 1942–1943 przy ulicy Szwarlikowskiej funkcjonował obóz pracy dla ocalałych z likwidacji Getta Żydów.

### PRL i III Rzeczpospolita
Po zakończeniu II wojny światowej dewastacja Miasta Kazimierzowskiego postępowała. W związku z pogarszającym się stanem zabudowy dzielnicy, już w latach 50. XX wieku podjęto pierwsze próby opracowania planu rewaloryzacji Nowego Miasta. W 1979 roku powołano Zespół do spraw Odbudowy Radomskiej Starówki. W latach 70. dokonano renowacji kilku obiektów, wyremontowano m.in. Nowy Ratusz, dom Gąski i Esterki, kamienicę przy ulicy Rwańskiej oraz relikty murów obronnych od strony ulicy Wałowej. Mocno zaawansowane prace nad rewaloryzacją Miasta Kazimierzowskiego przerwano gwałtownie w 1980 roku. Prace renowacyjne prowadzono jeszcze w przeznaczonym na siedzibę Muzeum Okręgowego gmachu dawnego kolegium pijarów. W 1984 roku powołano do życia Spółdzielnię Mieszkaniową „Starówka”, której celem była budowa nowego osiedla mieszkaniowego w północnej części Miasta Kazimierzowskiego (przy ul. Szwarlikowskiej). W latach 1986–2000 wzniesiono według projektu PP „Sztuka Polska” oddział w Warszawie osiem nowoczesnych budynków, formą nawiązujących do zabytkowej zabudowy dzielnicy. W okresie powojennym, była to jedyna większa inicjatywa mająca na celu rewitalizację Miasta Kazimierzowskiego. Lata dziewięćdziesiąte przyniosły dalsze pogorszenie się stanu technicznego większości zabudowy dzielnicy, wiele budynków zostało wówczas doszczętnie zrujnowanych. Wobec dramatycznej sytuacji, grożącej bezpowrotną utratą jednej z najstarszych części Radomia, w 2003 roku podjęto decyzję o utworzeniu Spółki Rewitalizacja, której zadaniem jest rewitalizacja miasta Kazimierzowskiego poprzez gruntowne remonty możliwych do uratowania budynków, wyburzanie ruin i budowę w ich miejscu nowych domów oraz wymianę infrastruktury miejskiej na obszarze dzielnicy. W ciągu kilkunastu lat istnienia Spółka „Rewitalizcja” doprowadziła do odbudowy szeregu starych i budowy nowych obiektów. W kwietniu 2017 roku rozpoczęto planowaną na lata 2017–2022 kilkuetapową rewitalizację okolic Rynku Miasta Kazimierzowskiego. Pierwszy etap przewiduje gruntowny remont Pałacu Deskurów, gdzie po zakończeniu inwestycji siedzibę znaleźć ma m.in. Muzeum Historii Radomia. Następne etapy przewidują rewitalizację gmachu Nowego Ratusza oraz przebudowę płyty Rynku, gdzie wyeksponowanie zostaną pozostałości Starego Ratusza. Na początku 2017 roku powołano też Kolegium Odbudowy Zamku Królewskiego w Radomiu, którego celem jest rewitalizacja i częściowa rekonstrukcja radomskiego założenia zamkowego. Według zapowiedzi prace budowlane miałyby zakończyć się ok. 2020 roku.

## Architektura
Miasto lokowane przez Kazimierza Wielkiego otrzymało regularne rozplanowanie odpowiadające programowi miasta średniowiecznego. W centrum miasta o kształcie wydłużonego owalu o wymiarach około 230 × 430 m usytuowany był Rynek. Pierwotnie z każdego narożnika placu wychodziły dwie prostopadłe ulice. Na przełomie XIV/XV w. przez środek wschodniej pierzei Rynku poprowadzono ulicę Rwańską. Obecnie z Rynku wychodzą ulice:
- Wolność
- Szewska
- Rwańska
- Grodzka
- Iłżecka
- Żytnia
- Szpitalna

Z okresu lokacji miasta pochodziły Stary Ratusz (niezachowany) oraz Zamek Królewski w Radomiu (częściowo zachowany). Początkowo na obszarze Miasta Kazimierzowskiego dominowała zabudowa drewniana. Pierwsze domy murowane wystawiono już na przełomie XV i XVI w. (elementy gotyckich piwnic odkryto w przyziemiach domów Gąski i Esterki, usytuowanych w północnej pierzei Rynku). Zabudowa miasta nie zmieniła charakteru aż do pożaru w 1628 roku. O typie zabudowy dominującym w mieście w tamtym okresie dają wyobrażenie tzw. domy Gąski i Esterki – średniowiecze budynki mieszkalne, przebudowane w stylu barokowym w XVII w. Domy Gąski i Esterki to jedyne budynki, które przetrwały pożar i zniszczenie miasta w czasie Potopu szwedzkiego. Jedyną większą budowlą Rynku pochodzącą z XVIII w. jest gmach kolegium Pijarów. Z tego stulecia pochodzą również dwie kamienice w Rynku (nr 7 i 8). W 1790 roku przeprowadzono remont Starego Ratusza. W pierwszych latach po III rozbiorze architektura Nowego Radomia nie uległa większym zmianom. Zabudowa dzielnicy przeżyła rewolucję w okresie panowania rosyjskiego. W 1818 roku rozebrano Stary Ratusz. W latach 1818–1820, już w okresie królestwa kongresowego dokończono budowę gmachu Pijarów. Większość zabytkowych domów (oprócz domów Gąski i Esterki oraz kamienic pod nr 7 i 8 w Rynku) pochodzi z XIX w. Najciekawszym z nich jest wybudowany w latach 1824–1825, klasycystyczny pałac Deskurów. W latach 1845–1848 wzniesiono według projektu Henryka Marconiego nowy budynek ratusza. Pod nowy obiekt przeznaczono trzy parcele usytuowane w północnej pierzei Rynku, zajęte wcześniej przez drewniane budynki mieszkalne. Do nowego ratusza przylega budynek odwachu z 1819.
Najważniejsze zabytki Miasta Kazimierzowskiego:
- fragmenty średniowiecznych murów miejskich z reliktami bramy krakowskiej,
- barokowo-klasycystyczne kolegium Pijarów,
- relikty Zamku Królewskiego z domem Starościńskim,
- gotycki kościół farny,
- barokowa figura św. Jana Nepomucena,
- zabytkowa zabudowa ulicy Rwańskiej,
- klasycystyczny pałac Deskurów,
- neorenesansowy Nowy Ratusz,
- barokowe domy Gąski i Esterki,
- modernistyczny Pomnik Czynu Legionów.

## Film
Na terenie dzielnicy kręcono sceny do filmów: Dyrygent w reżyserii Andrzeja Wajdy (1979) i Nigdy się nie dowiesz w reżyserii Jana Kidawy-Błońskiego (2013).

## Galeria

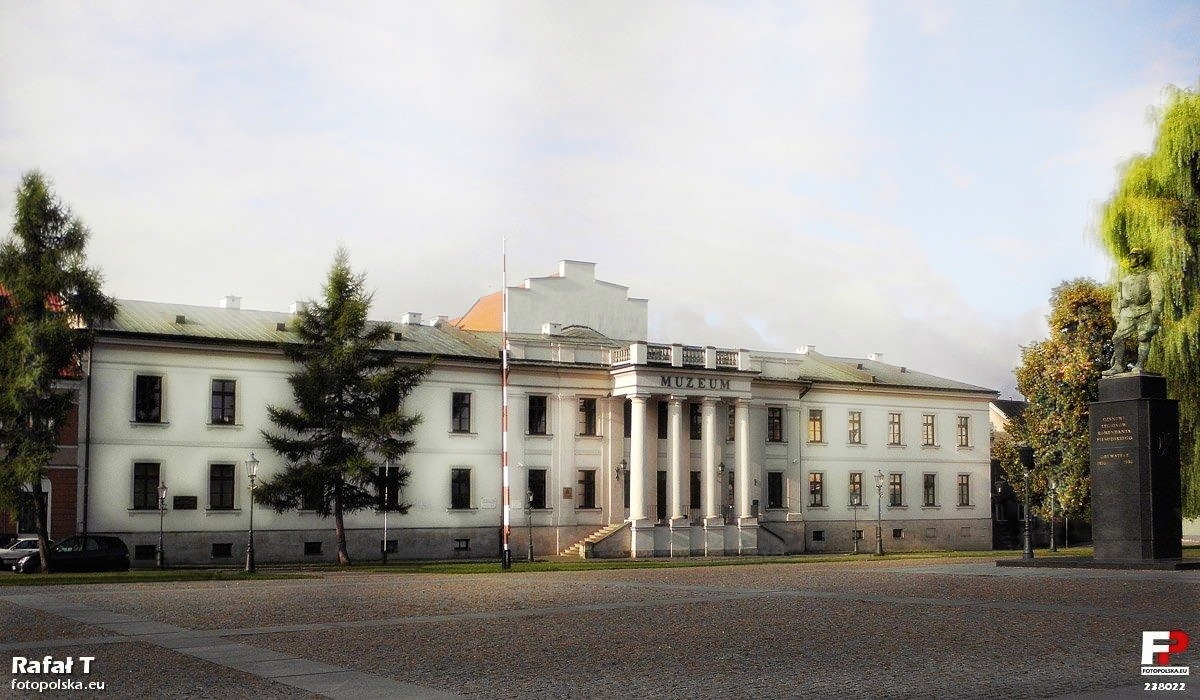
Kolegium Pijarów
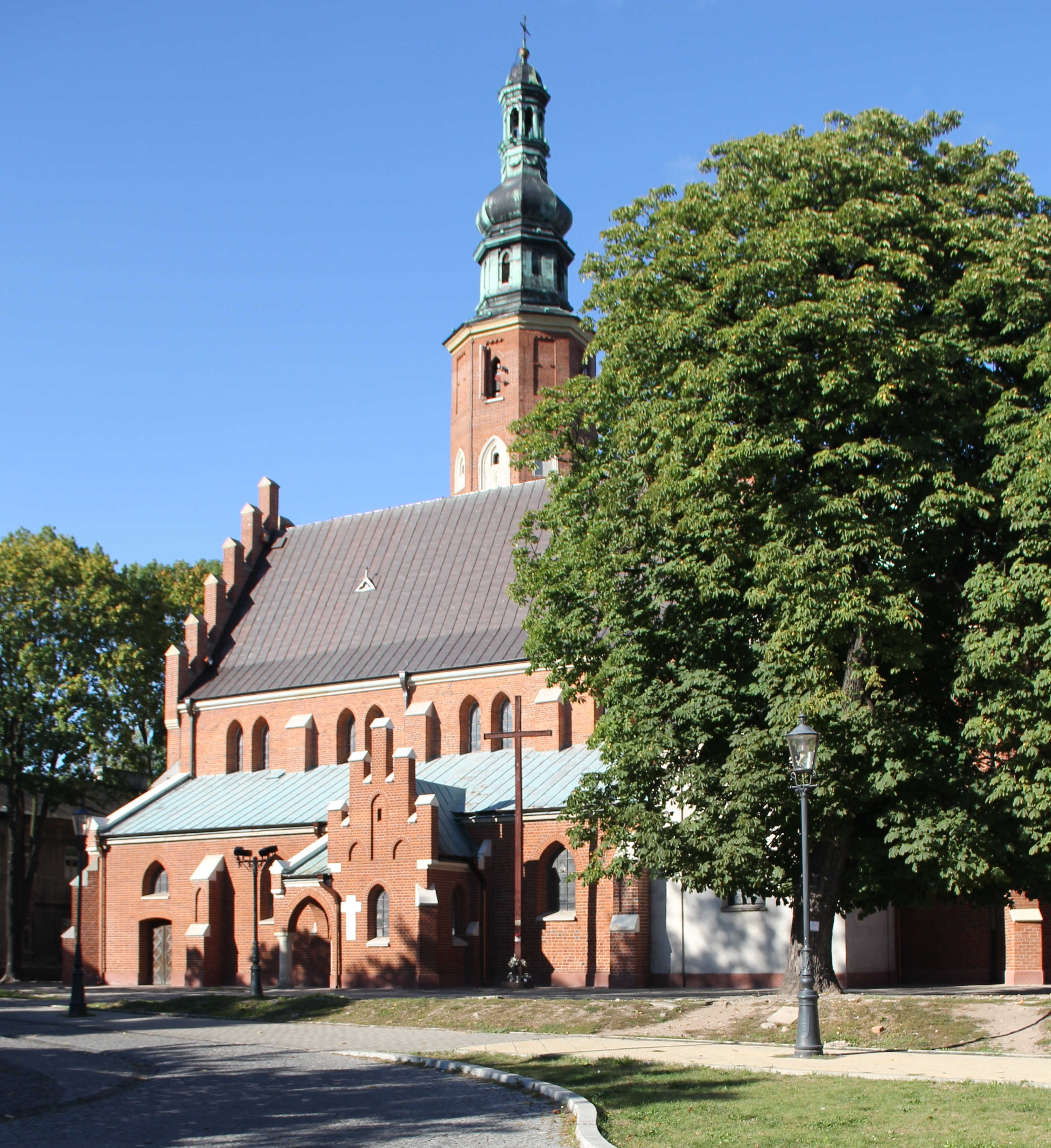
Fara
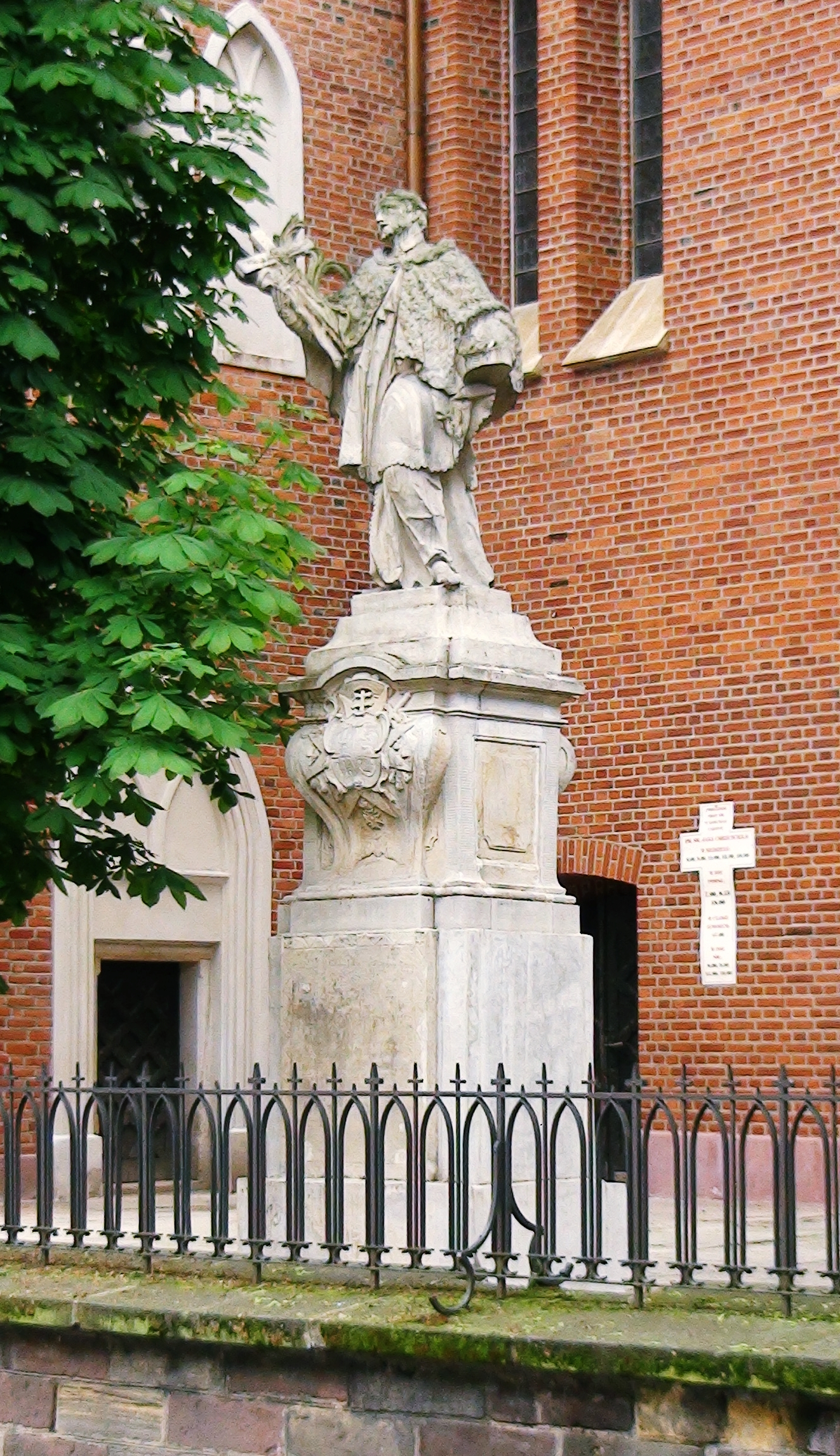
Figura św. Jana Nepomucena
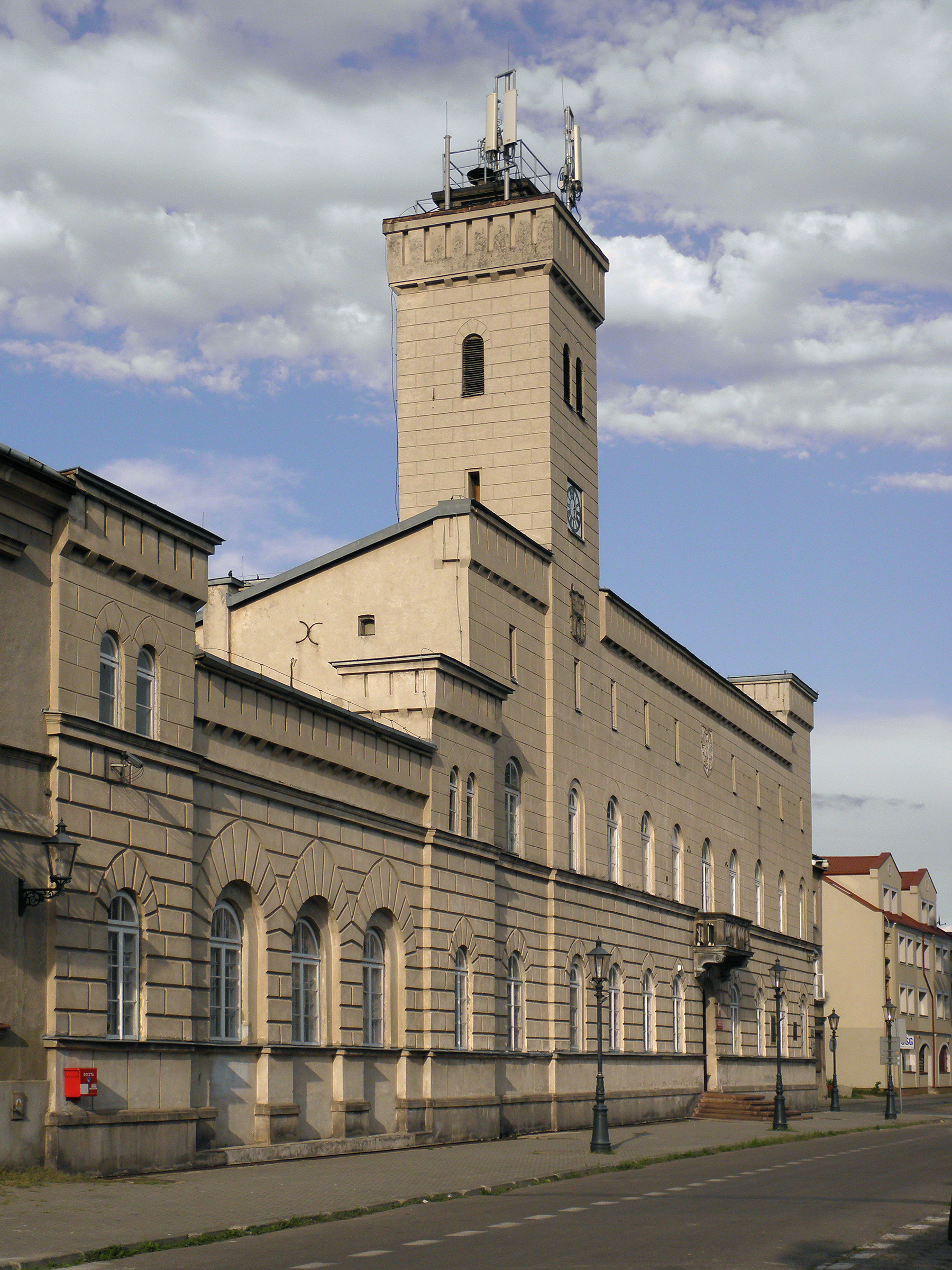
Nowy Ratusz
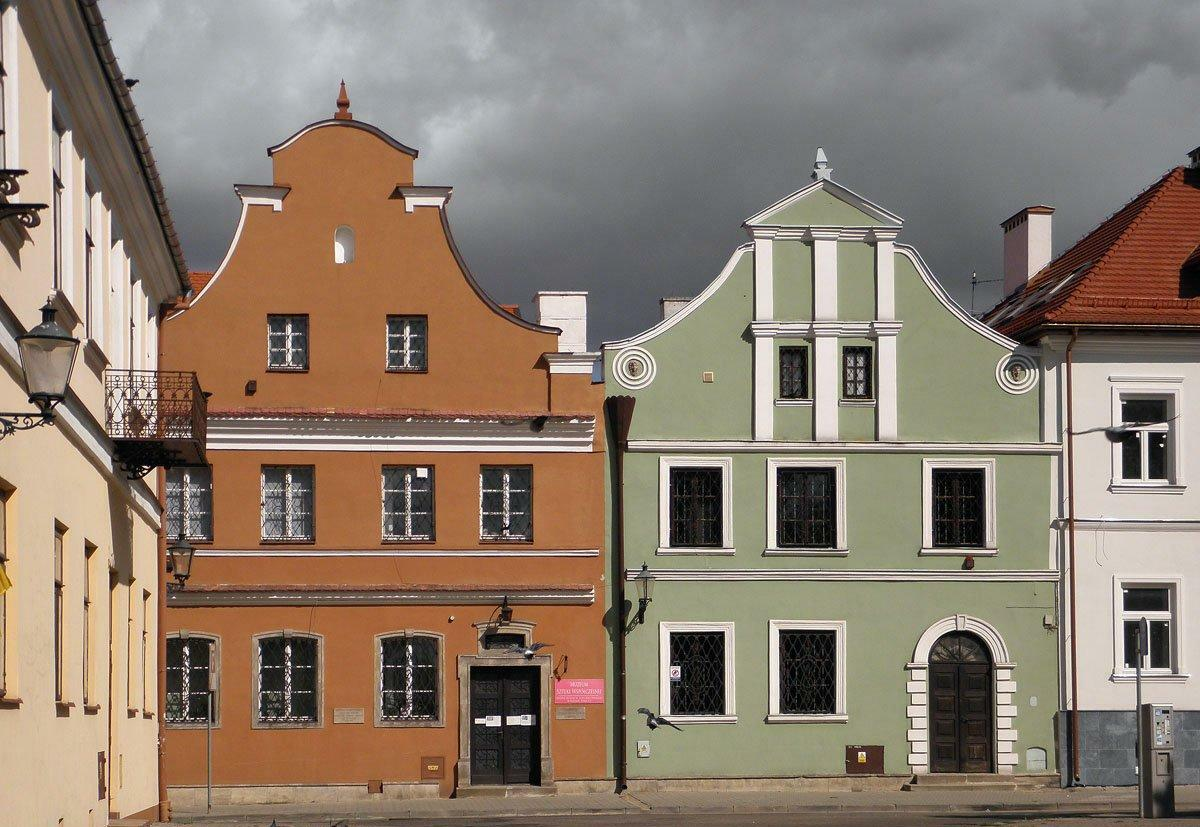
Domy Gąski i Dom Esterki
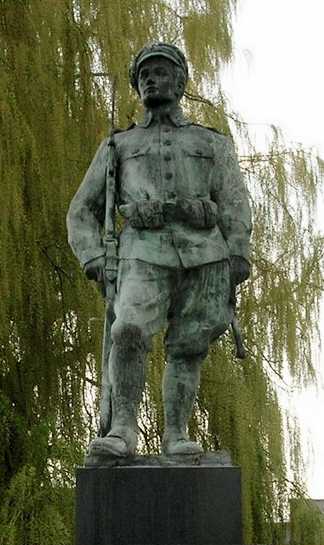
Pomnik Czynu Legionów
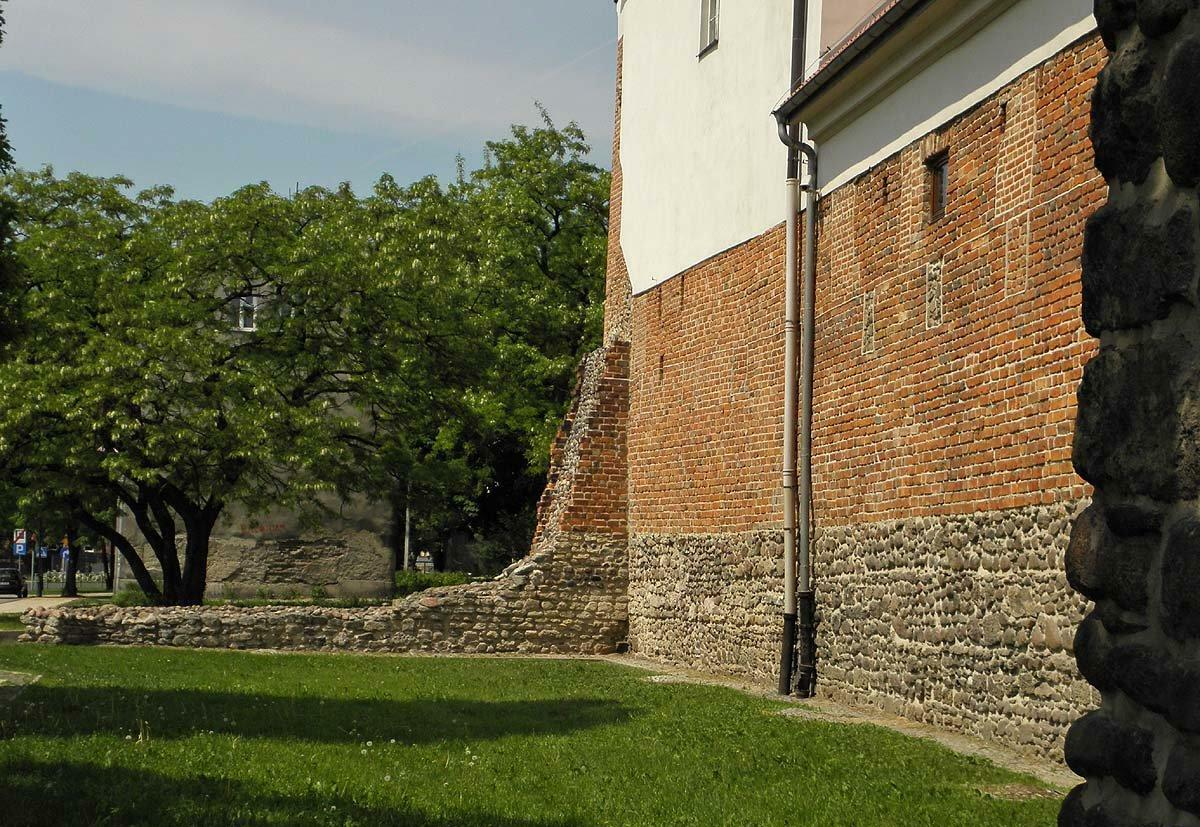
Pozostałości murów miejskich